# Gartenstadt (Schweinfurt)
Die Gartenstadt ist ein Stadtteil der kreisfreien Stadt Schweinfurt. Er wird für amtlich-statistische Zwecke als Bezirk 32 geführt. Der Stadtteil entstand infolge der Gartenstadtbewegung.

## Geographie

### Lage
Die Gartenstadt liegt im Norden des Stadtgebietes. Der nahe Hauptfriedhof wird dem Nördlichen Stadtteil zugeordnet. Im Nordosten wird die Gartenstadt durch die Rhönstraße und im Süden durch den nördlichen Rand des Hauptfriedhofs vom Nördlichen Stadtteil abgegrenzt. Im Südwesten grenzt die Gartenstadt an den Nordwestlichen Stadtteil. Die Gartenstadt liegt auf den einstigen Fluren Blaue Leite, Galgenleite und dem östlichen Teil der Pfannäcker. Die B 286 am nordöstlichen Rand der Gartenstadt führt nach Bad Kissingen (23 km).

### Topografie
Die Gartenstadt liegt an einem Südwesthang unterhalb der Maibacher Höhe, an dem noch im 19. Jahrhundert Weinbau betrieben wurde (Weinlage: Galgenleite). Hang und Höhe liegen zwischen dem Tal des Marienbachs im Nordosten und einem Tal im Südwesten, durch den einst der Pfanngraben lief, der den Spitalsee speiste. Heute führt die Erschließungsstraße Galgenleite durch das Tal. In beiden Tälern befanden sich bis in die 1950er Jahre, jeweils auf der Lee-Seite, Lehmgruben. 

## Geschichte

### Aufbau des Stadtteils

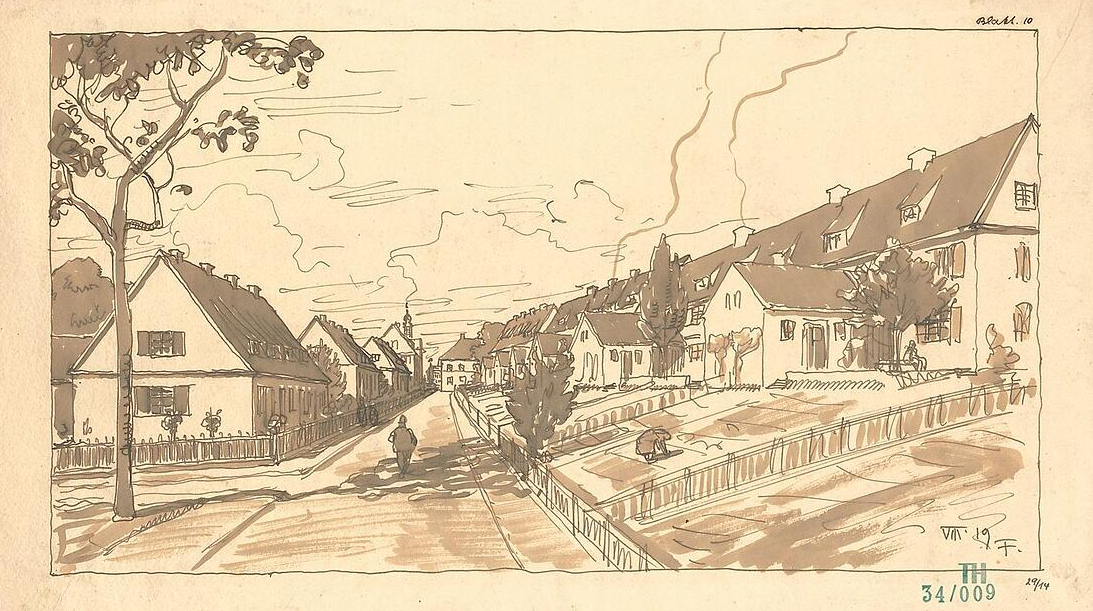
Entwurf einer Straßenflucht
von Theodor Fischer 1919

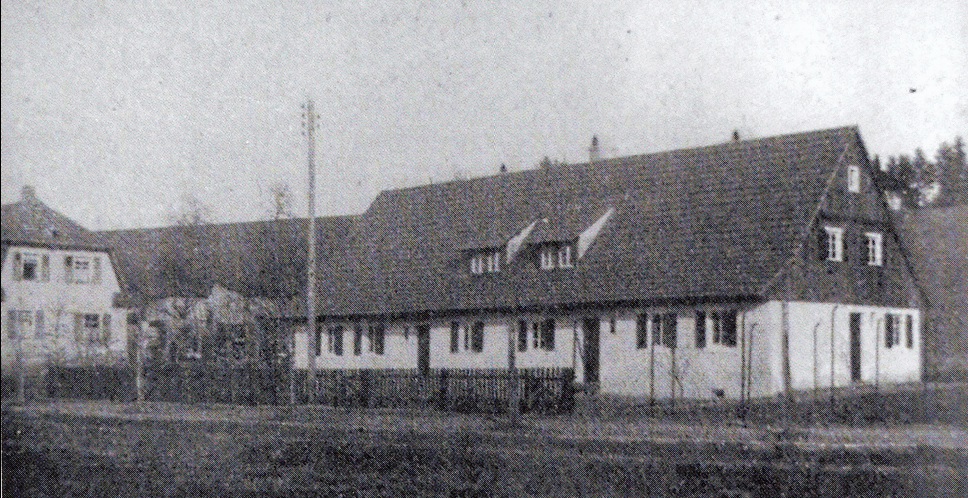
Erste fertiggestellte Wohnhäuser
in den 1920er Jahren

Bis zum Ende des Ersten Weltkriegs war das Gebiet des späteren Stadtteils unbebaut, aber grenzte bereits an den heutigen Hauptfriedhof, der 1874 eröffnet wurde.
Die Anfänge der Gartenstadt liegen in den 1920er Jahren im Zuge der Gartenstadtbewegung. Der Stadtteil ist von Anfang an eng mit der 1917 infolge einer Wohnungsnot gegründeten Wohnungsbaugenossenschaft Bauverein Schweinfurt verbunden. 
Die ersten Häuser wurden 1920 fertiggestellt. Die Gartenstadt wurde als Siedlung im Grünen im Rahmen des Gartenstadt-Konzepts angelegt. Es entstanden zunächst vorwiegend Ein-, Zweifamilien- und Reihenhäuser. Die meisten Häuser entstanden in der Weimarer Republik auf der damaligen Flur-Gemarkung Galgenleite, die auf einen früheren Weg zu einer Hinrichtungsstätte vor den Stadttoren hindeutet.

### Zweiter Weltkrieg und Nachkriegszeit
1941 wurden drei Hochbunker mit insgesamt 1775 Plätzen errichtet, die noch vorhanden sind. Mehrere Straßen in der Gartenstadt wurden zunächst nach Führern der deutschen Arbeiterbewegung benannt (z. B. Liebknechtstraße, Karl-Marx-Straße), weshalb die Gartenstadt von der Schweinfurter Bevölkerung Kommunistenviertel genannt wurde. Die Straßen wurden in der Zeit des Nationalsozialismus wie auch danach mehrfach umbenannt, zuletzt häufig nach führenden und in der NS-Zeit verfolgten Sozialdemokraten und Gewerkschaftern aus der Region, wie Fritz Soldmann oder Josef Säckler.
Vor allem in den 1950er Jahren kam weitere Mietbebauung des Bauvereins hinzu, der deshalb bis heute noch fast alle Mietwohnungen im Stadtteil besitzt. Ende der 1960er Jahre hatte die Gartenstadt weitgehend ihren heutigen Gebäudebestand erreicht. 1970 wurde die Gartenstadtschule (Grundschule) mit eigenem Schwimmbad eröffnet.

### Disput um die Zukunft der Gartenstadt
Anfang der 2020er Jahre kam es zu einem Disput zur Weiterentwicklung der Gartenstadt. Der Bauverein hatte den Abriss von über 60 Arbeiterhäusern geplant, von denen die meisten leerstanden, zum Teil seit Jahrzehnten. Zu schlecht sei die Bausubstanz, eine Sanierung sei nicht möglich. An der Stelle sollten moderne Gebäude mit Flachdach errichtet werden, was kritisiert wurde: „quadratisch-praktisch-ungut“. Auf Antrag von Bürgern und des Stadtheimatpflegers Dag Schröder wurde schließlich der älteste Kern der Arbeitersiedlung zwischen Fritz-Soldmann- und Gartenstadtstraße als Denkmalensemble 2024 in die Bayerische Denkmalliste aufgenommen:
„Als erste genossenschaftlich errichtete Arbeitersiedlung habe dieser alte Kern der Gartenstadt geschichtliche Bedeutung [...] Das Quartier habe die Idee der erst wenige Jahre zuvor im Deutschen Reich aufgegriffene Gartenstadtbewegung aufgenommen. Damit komme ihr eine weit über die Stadtgrenzen hinaus gehende, hohe architektur- und sozialgeschichtliche Bedeutung zu.“
Der Bauverein musste daraufhin umplanen.

Gartenstadt im Spiegel der Zeit
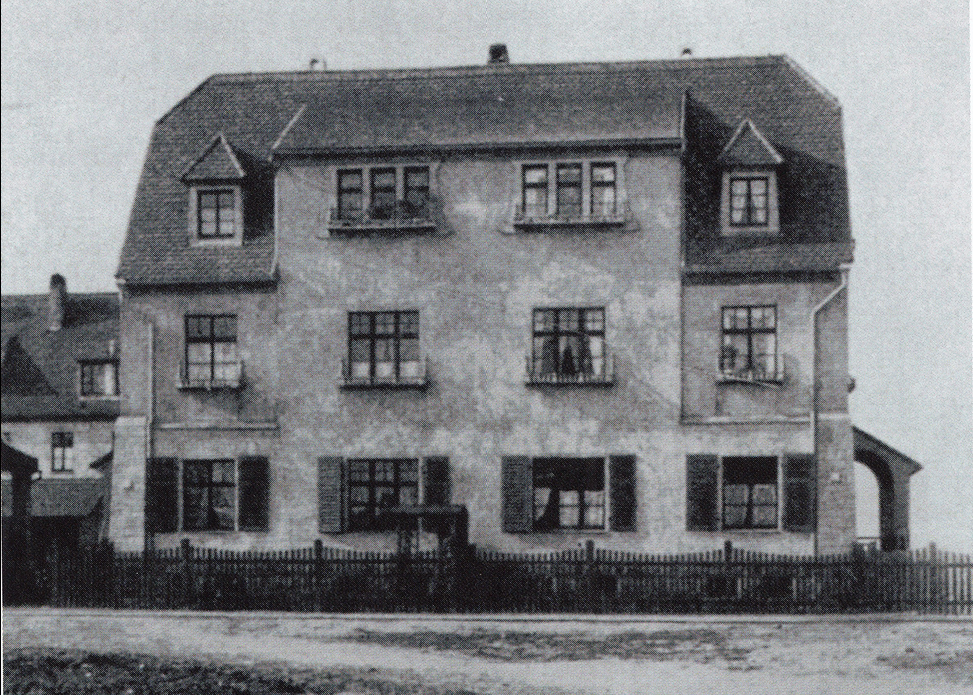
Wohnhaus aus den 1920er Jahren, in für Gartenstädte typischer Heimatschutzarchitektur
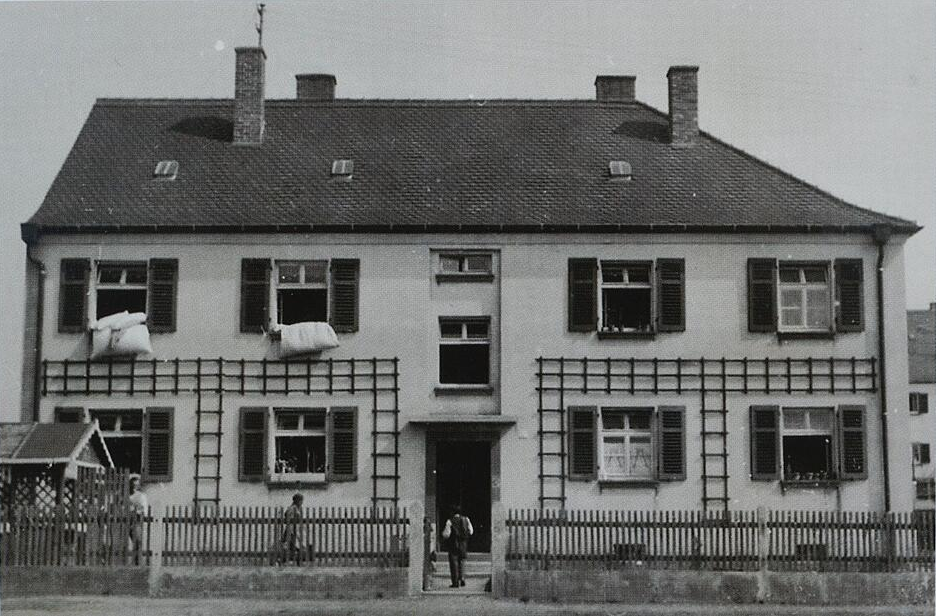
Wohnhaus aus den 1930er Jahren
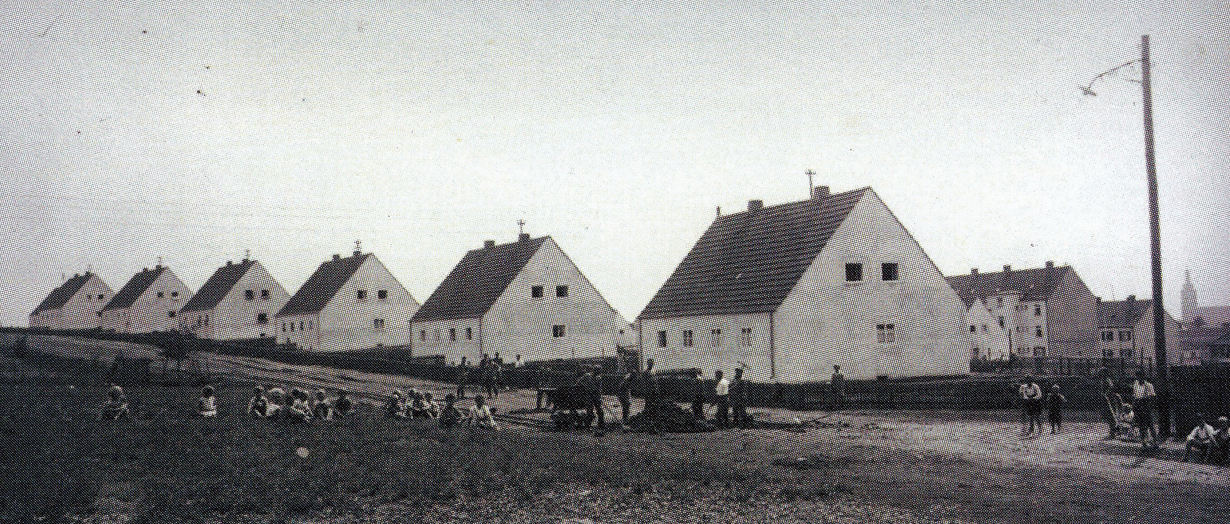
Häuserzeile in den 1930er Jahren. Rechts im Hintergrund die Kilianskirche
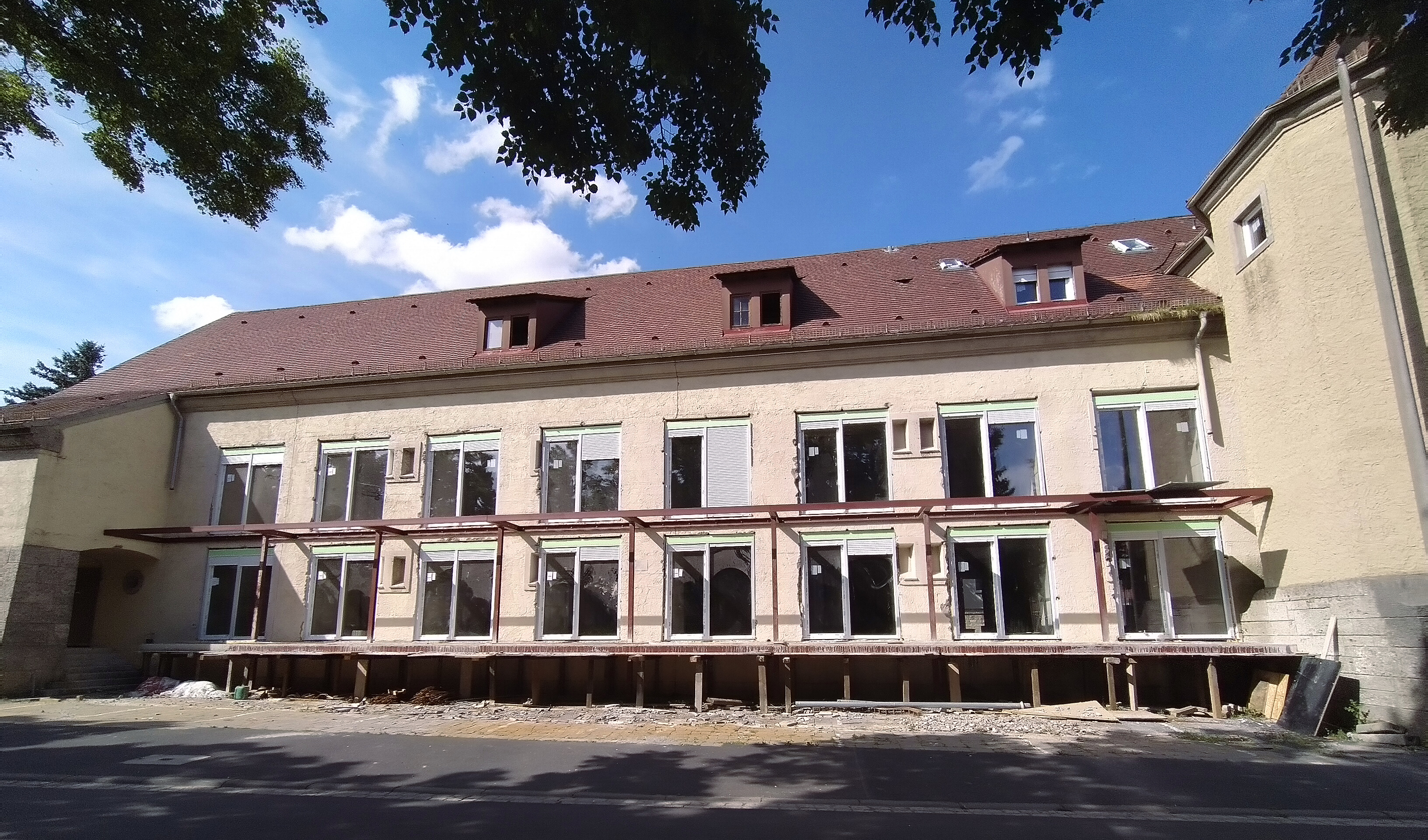
Umbau des Hochbunkers an der Galgenleite zu Apartments im Jahre 2021

## Baustruktur
Der weitaus größte Teil der Gartenstadt besitzt mittlere Wohnlagen. Gute Wohnlagen finden sich an der Heinrich-Winkler-Straße am westlichen Ende des Stadtteils. Einfache Wohnlagen besitzt der dicht bebaute Kern der Gartenstadt am mittleren Abschnitt der Galgenleite und in der Gartenstadtstraße.

## Sozialstruktur
| Status 31. Dez. 2022                               | Gartenstadt Statistischer Bezirk 32 | Gesamtgebiet Schweinfurt |
| -------------------------------------------------- | ----------------------------------- | ------------------------ |
| Deutsche                                           | 88,1 %                              | 77,4 %                   |
| Ausländer                                          | 11,9 %                              | 22,6 %                   |
| Anteil Doppelstaatler an der deutschen Bevölkerung | 14,0 %                              | 17,1 %                   |

Aufgrund der hohen Anzahl von Eigenheimen im Stadtteil liegt der Anteil der Migranten deutlich unter dem Wert des Gesamtgebietes von Schweinfurt.

## Kultur

### Kirchen

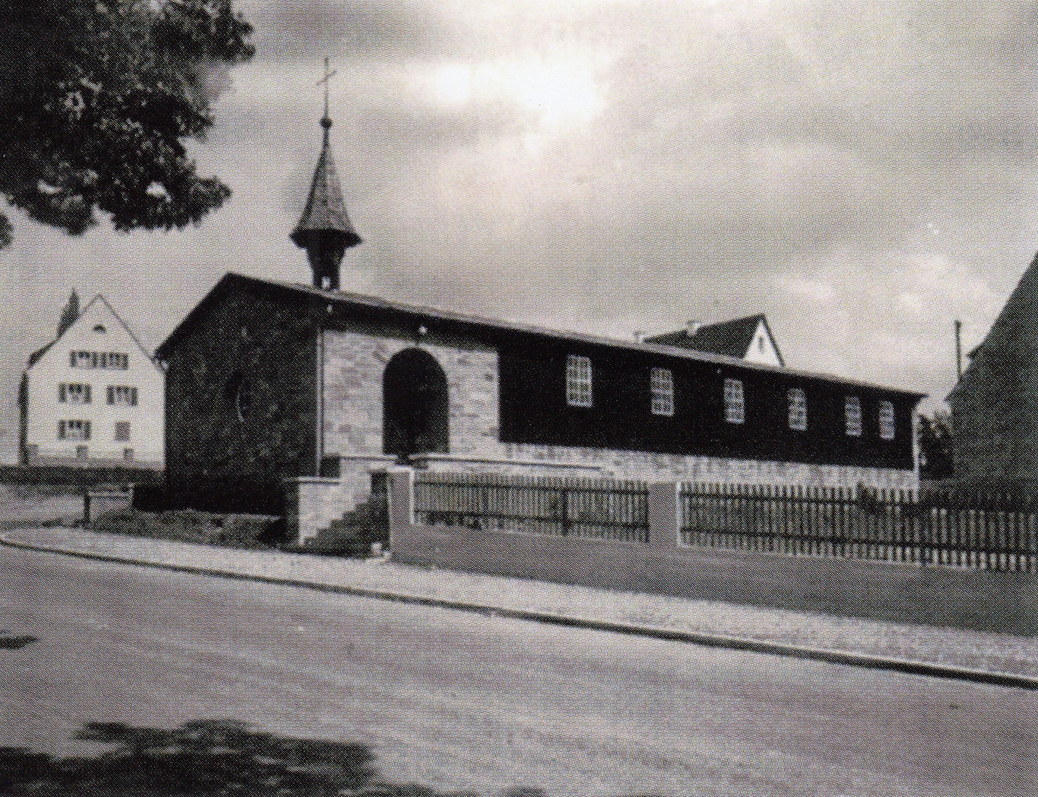
Evangelische Notkirche in der Georg-Schwarz-Straße um 1950. Sie wurde später von einer US-amerikanischen und deutschen Freikirche genutzt. Heute befindet sich hier das Gemeindehaus der Evangelisch-Freikirchlichen Gemeinde

In der Nachkriegszeit wuchs die katholische Gemeinde des Stadtteils stark an, sodass in den 1950er Jahren die katholische Pfarrkirche Maria Hilf an der Fritz-Soldmann-Straße errichtet wurde.
Eine nach dem Zweiten Weltkrieg errichtete evangelische Notkirche in der Georg-Schwarz-Straße wurde 1964 durch den Neubau der Christuskirche an der Maibacher Höhe ersetzt.
Die Evangelisch-Freikirchliche Gemeinde Schweinfurt (Baptisten) und eine amerikanische Gemeinde für Angehörige der US-Heeresgarnison Schweinfurt nutzten als Nachfolger die Notkirche. An deren Stelle errichtete die Evangelisch-Freikirchliche Gemeinde in den 1980er Jahren ein größeres Gemeindehaus.

### Bürgerverein und Kirchweih
Der Bürgerverein Gartenstadt wurde 1958 gegründet. Er trägt die Gartenstadt-Kirchweih aus.
Siehe auch: Schweinfurt, Bürgervereine

### Sportstätten
Die 1902 gegründete Freie Turnerschaft Schweinfurt e. V. errichtete 1922 ihre heutige Sportanlage auf der Maibacher Höhe in der Gartenstadt.
Die 1904 gegründete Schweinfurter Sektion des Rad- und Kraftfahrervereins Solidarität besitzt ihr Sportheim nebst Gaststätte ebenfalls in der Gartenstadt.

## Wirtschaft und Infrastruktur

### Grundschulen
- Gartenstadtschule

### Verkehr
- Die Gartenstadt ist an das Stadtbusnetz der Stadtwerke Schweinfurt durch die Linie 150 angeschlossen.[19]
- Bundesstraße 286: nach Bad Kissingen und zur Bundesautobahn 71 Richtung Erfurt

## Bauerwartungsland

### Pfannäcker
Die Flur Pfannäcker gehört zum Bezirk 32 (Gartenstadt). Sie liegt zwischen dem bebauten Gebiet der Gartenstadt im Osten, der Heeresstraße und Yorktown Village im Westen, der Kleingartenanlage Alte Warte im Süden und dem Kleinflürleinsweg im Norden.
Die Pfannäcker sind Bauerwartungsland, aber noch nicht im Flächennutzungsplan (FNP) als Wohngebiet dargestellt. Bereits in den 2000er Jahren begannen Planungen für ein neues Wohngebiet, die jedoch aufgeschoben wurden. Für die Grundstücke auf den Pfannäckern besteht jedoch eine Vorkaufsrechtssatzung der Stadt.

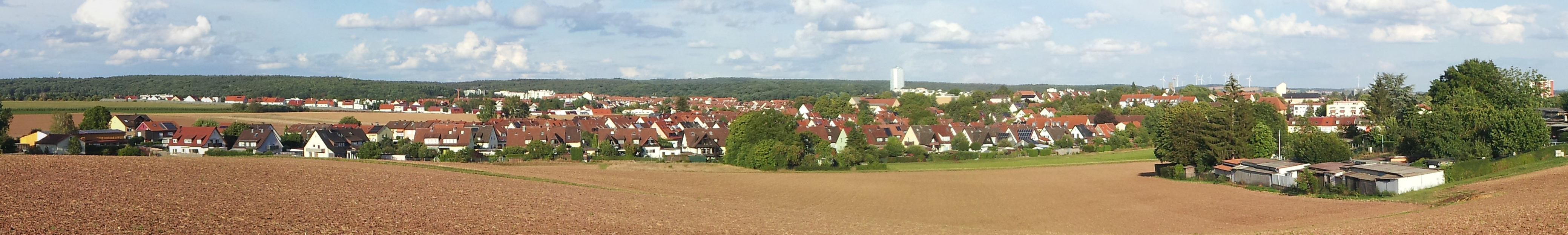
Blick über die Pfannäcker auf die Gartenstadt. Links dahinter die Eselshöhe und im Hintergrund die Haardt (weiße Wohnblocks). Am Horizont die Schweinfurter Rhön

### Mönchkutten
Die Flur Mönchkutten (auch: Mönchkutte oder Mönchskutten) gehört ebenfalls zum Bezirk 32. Sie liegt zwischen der Gartenstadt im Süden, der Eselshöhe im Osten und der Heeresstraße im Westen.
Auf dieser Flur ist im Flächennutzungsplan seit den 1980er Jahren ein neuer, größerer Wohnstadtteil dargestellt, mit einer südlichen Erschließung durch eine neue Straße: sie verläuft im FNP nördlich entlang der Gartenstadt, schließt im Osten an die Eselshöhe an und im Westen an das derzeitige Ende der Haupterschließungsstraße des Hainigs, die Gretel-Baumbach-Straße. Die Planung des neuen Stadtteils geriet erst Ende der 2010er Jahre aufgrund des Mangels von Baugrundstücken in den Blickpunkt der Kommunalpolitik und wurde ebenfalls aufgeschoben. Auch für die Mönchskutte besteht eine Vorkaufsrechtssatzung der Stadt.

## Seelvater

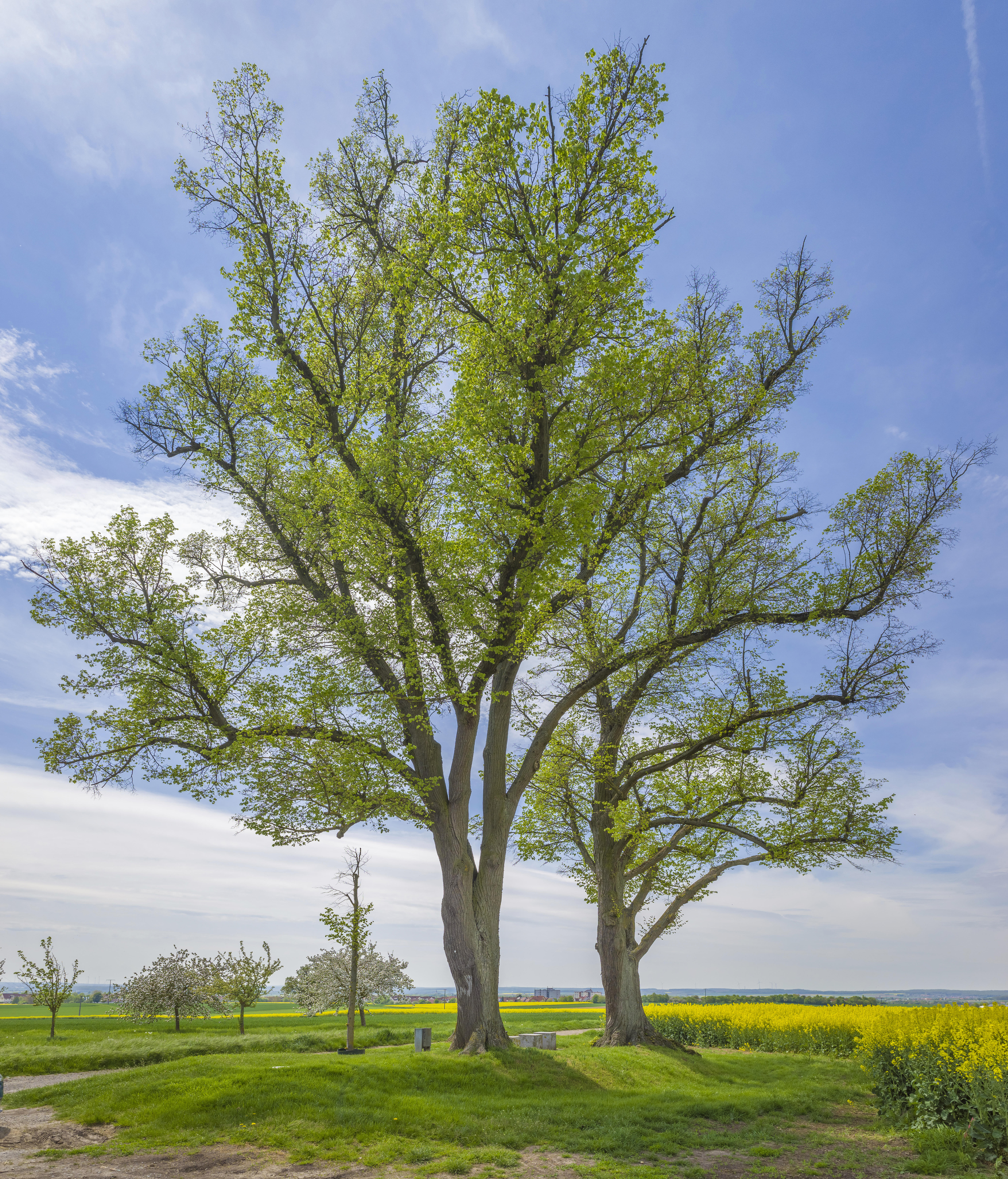
Aussichtspunkt Seelvater mit zwei (ursprünglich vier) Linden

Die nordwestliche Ecke des Bezirks 32 markiert der sogenannte Seelvater (auch: Seelenvater). Auf der Anhöhe (280 m ü. NN) an einer scharfen Kurve an der Straße nach Maibach (heute B 286) stehen zwei (ursprünglich vier) Linden. Der Aussichtspunkt bietet einen weiten Blick über Stadt und Schweinfurter Becken bis zum Steigerwald.
Die Maibacher nannten den Platz Das Rad. Leichname von Verbrechern wurden früher zur Warnung nach dem Rädern mit Rad an markanten Orten aufgestellt, so auch hier 1633 mit drei auf dem benachbarten Haardtberg Geräderten. Zum Seelvater kursiert bis heute eine Spukgeschichte, wovon der Name Seelvater für Ort und Flur abgeleitet wurde.
Die Geschichte: Es lebte in Schweinfurt ein Waisenvater, damals auch Seelenvater genannt, der die ihm anvertrauten Waisenkinder um ihr Eigentum betrog und zum Tode durch das Henkersschwert verurteilt wurde. Sein letzter Wunsch: „Wenn mein Kopf abgetrennt sein wird, so wird mein Körper noch eine gewisse Strecke des Weges weiterlaufen. Diese Strecke soll im Geviert abgemessen und dieses Areal als Acker meinen Hinterbliebenen übergeben werden.“
| Wie schaurig ist heute die Mitternachtstunde, von Niederwerrn her bellen heiser die Hunde, denn bei den vier Linden, da geht einer um, er trägt seinen Kopf in den Händen herum. Zu Lebzeiten sollt' er als Seelvater walten | und hatte dafür auch die Gelder erhalten, doch hat er den Waisen nur wenig gegeben, kaum hatten sie's Nötigste zum Überleben. Das schnöde Verbrechen kam schließlich ans Licht, man brachte den Seelvater vor das Gericht ... |

(Unbekannter Dichter)

## Trivia
Die deutsche Filmkomödie Vorne ist verdammt weit weg mit dem fränkischen Kabarettisten Frank-Markus Barwasser wurde 2007 in der Schweinfurter Gartenstadt gedreht. Diese diente hier wegen ihres „beschaulichen Ambientes“ als Kulisse.
Die RTL2-Doku-Soap Zuhause im Glück – Unser Einzug in ein neues Leben, ausgestrahlt am 26. Februar 2019, war in der Gartenstadt zu Gast. Acht Tage lang wurde das Eigenheim einer Familie durch ein großes Team, unter Mithilfe vieler Nachbarn, komplett umgebaut. Für die fünfköpfige Familie mit einem behinderten Kind wurde ein sehr schwieriges und unschönes bauliches Umfeld in ein maßgeschneidertes und hochwertig durchgestyltes Zuhause verwandelt.